# Tomasz Kowalski
Tomasz Piotr Kowalski (* 8. února 1988 Opolí) je polský zápasník – judista.

## Sportovní kariéra
S judem začínal v 7 letech v rodném Opolí. Připravoval se v klubu AZS Opole pod vedením Edwarda Faciejewa. V polské mužské reprezrentaci se pohyboval od roku 2006 v pololehké váze do 66 kg. V roce 2008 v polské nominaci na olympijské hry v Pekingu neuspěl na úkor Tomasze Adamiece. Od roku 2009 soupeřil o post reprezentační jedničky s Pawełem Zagrodnikem. V roce 2012 měl v květnu, dva měsíce před olympijskými hrami v Londýně dopravní nehodu na motorce s týmovým kolegou Tomaszem Adamiecem, ze které si odnesl zlomená žebra a pánev. Po rekonvalescenci se k vrcholové přípravě nedokázal vrátit.

## Výsledky
| Turnaj             | 2003       | 2004       | 2005       | 2006           | 2007           | 2008           | 2009           | 2010           | 2011           | 2012           |
| Turnaj             | 15         | 16         | 17         | 18             | 19             | 20             | 21             | 22             | 23             | 24             |
| Turnaj             | superlehká | superlehká | superlehká | pololehká váha | pololehká váha | pololehká váha | pololehká váha | pololehká váha | pololehká váha | pololehká váha |
| ------------------ | ---------- | ---------- | ---------- | -------------- | -------------- | -------------- | -------------- | -------------- | -------------- | -------------- |
| Olympijské hry     |            | —          |            |                |                | —              |                |                |                | —              |
| Mistrovství světa  | —          |            | —          |                | —              |                | —              | úč.            | úč.            |                |
| Mistrovství Evropy | —          | —          | —          | —              | —              | —              | 2.             | —              | úč.            | 2.             |
| Univerziáda        |            |            |            |                | úč.            |                | —              |                | —              |                |
| ME do 23 let       | —          | —          | —          | —              | —              | 1.             | —              | 3.             |                |                |
| MS juniorů         |            | —          |            | 3.             |                |                |                |                |                |                |
| ME juniorů         | —          | —          | 7.         | —              | 1.             |                |                |                |                |                |
| ME dorostenců      | 3.         | 3.         |            |                |                |                |                |                |                |                |